# أنقليس شريطي
أنقليس شريطي (الاسم العلمي: Rhinomuraena quaesita)، هو نوع أحادي الطراز من شعاعيات الزعانف يتبع فصيلة المورايية ضمن رتبة الأنقليس. يتواجد في المحيط الهندي والمحيط الهادئ، بدءً من شرق أفريقيا إلى جنوب اليابان وأستراليا وبولينيزيا الفرنسية. الأنقليس الشريطي يُشبه في هيئته التنين الصيني الأطوري إذ لديه جسم طويل وزعانف ظهرية، يمكن تمييزه بسهولة بواسطة الزوائد على فتحتي الأنف. ويتميز لون الذكر البالغ منه الأزرق مع الزعانف الصفراء. بينما الإناث البالغة فلونها أصفر بالكامل. يتراوح طول الذكر البالغ ما بين 65 إلى 94 سم، بينما الإناث قد يصل طولها إلى 130 سم. ولوحظ أنه لا يعيش طويلاً في الأسر، حيث يتوقف عن الأكل في أغلب الأحيان.